# Jinji Jiang
Els Premis Gall daurat (xinès simplificat: 金鸡奖, pinyin: Jīnjī Jiǎng) són uns premis lliurats en honor a l'excel·lència cinematogràfica a la Xina continental.

## Història
Els premis s'atorgaven originalment de manera anual, començant l'any de 1981. El nom del premi va ser pres del signe del gall, que en l'astrologia xinesa li correspon als nascuts l'any 1981. Els guanyadors dels premis reben una estatueta amb la forma d'un gall d'or, i són seleccionats per un jurat de cineastes, experts i historiadors de cinema, i són lliurats per l'Associació de Cinema de la Xina.
Originalment, els premis Gall Daurat només estaven disponibles per als nominats de la Xina continental, però en 2005 es va estendre a les produccions cinematogràfiques realitzades a Taiwan, Hong Kong i altres llocs d'Àsia en un esforç per competir amb els Premis Cavall Daurat, lliurats en el Festival de Cinema de Taipei.
El 1992 els premis Gall Daurat i els premis de les Cent Flors van ser unificats en un sol festival nacional. Des del 2005, els premis Gall Daurat i Cent Flors han tingut lloc en anys alterns, amb els Gall Daurat celebrant-se en els anys imparells. Les pel·lícules dels últims dos anys són elegibles per als premis Gall Daurat des de 2007.
El lliurament de tots dos premis es realitza en una cerimònia anual on són dutes a terme una sèrie d'activitats culturals com l'exhibició de noves pel·lícules xineses i estrangeres, seminaris acadèmics i la denominada fira del cinema.

## Guanyadors notables

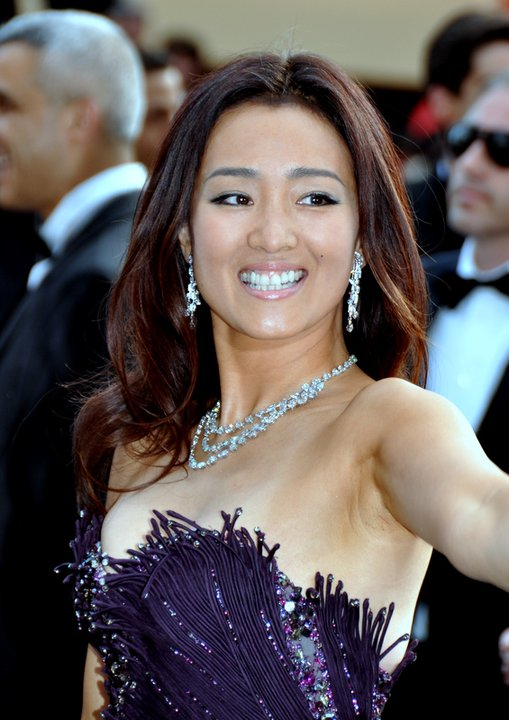
L'actriu Gong Li va obtenir el premi Gall Daurat en dos ocasions, el 1993 i en 2000 respectivament.

Al llarg de la seva història, els premis Gall Daurat han estat lliurats a notables personalitats del cinema xinés. L'actriu Pan Hong ha rebut tres vegades el guardó, seguida de les actrius Gong Li, i Song Chunli que l'han guanyat en dos ocasions. L'actriu Xu Fan ha rebut cinc nominacions però mai ha pogut fer-se amb l'estatueta.
Actors notables com Jackie Chan, Xia Yu, Liu Ye, Deng Chao i Huang Xiaoming van guanyar el premi en la categoria de millor actor. Directors de gran trajectòria com Zhang Yimou, Chen Kaige, Peng Xiaolian, Feng Xiaogang i Tsui Hark han estat guardonats amb el premi en la categoria de millor director. Altres directors novençans com Wen Zhang, Chen Jianbin i Zhao Wei han obtingut el guardó en la categoria de millor debut com a director.
En la cerimònia s'han premiat notables produccions cinematogràfiques com Sorgo vermell (Zhang Yimou, 1988), Qiu Ju, una dona xinesa (Zhang Yimou, 1993), Mei Lanfang (Chen Kaige, 2008), Wolf Totem (Jean-Jacques Annaud, 2014), Legend of Tianyun Mountain (天云山传奇) de Xie Jin (1981), The Song of the Chinese Revolution (中国 革命 之 歌) de la directora Wang Ping (1985) A Dream of Red Mansions (红楼梦) de Xie Tieli (1988). Huang Jianxin ha guanyat dos cops el premi a millor director per Back to Back, Face to Face( 背靠背，脸对脸) del 1994 i Surveillance o Ambush (埋伏) del 1997.
En la categoria de la trajectòria artística han estat homenatjades grans figures del cinema xinés com els directors Xie Jin i Yan Jizhou, els actors Chen Qiang i Zhang Ruifang i el guionista Lu Zhuguo, entre d'altres.